# 佐藤勲
佐藤 勲（さとう いさお、1958年12月 - ） は、日本の機械工学者。熱工学専攻。東京工業大学総括理事・副学長、東京工業大学博物館館長。元プラスチック成形加工学会会長。

## 人物・経歴
東京出身。1981年東京工業大学工学部機械工学科卒業。黒﨑晏夫の指導を受け、1983年東京工業大学大学院理工学研究科生産機械工学専攻修士課程修了。1984年東京工業大学大学院理工学研究科生産機械工学専攻博士後期課程退学、東京工業大学工学部助手。専門は、伝熱工学・成形加工学・計測工学。
1989年工学博士。1990年東京工業大学工学部助教授。2000年東京工業大学大学院理工学研究科教授。2011年東京工業大学グローバルリーダー教育院を創設し、教育院長に就任。2012年東京工業大学評議員。2013年日本伝熱学会副会長。
2014年東京工業大学副学長（国際企画担当）。2016年東京工業大学工学院教授。2017年東京工業大学副学長（戦略構想担当）。2018年東京工業大学総括理事・副学長、東京工業大学理事・副学長（企画担当）、東京工業大学博物館長、プラスチック成形加工学会会長。

## 著書
- 『伝熱工学』（黒﨑晏夫と共著）コロナ社 2009年
- 『プラスチック金型と熱移動 : 樹脂の流れと制御法』日刊工業新聞社 2011年

## 受賞歴
- 日本機械学会奨励賞 1988[9]
- プラスチック成形加工学会論文賞 1992[9]
- 日本機械学会論文賞 1992[9]
- 日本機械学会賞論文賞 1997[9]
- プラスチック成形加工学会論文賞 1999[9]
- 日本機械学会熱工学部門一般表彰（貢献表彰）2000[9]
- 日本機械学会熱工学部門賞業績賞 2007[9]
- プラスチック成形加工学会論文賞 2010[9]
- プラスチック成形加工学会論文賞 2016[9]
- 日本機械学会熱工学部門賞功績賞 2016[9]